# Полежаєв Георгій Миколайович
Георгій Миколайович Полежаєв (рос. Георгий Николаевич Полежаев; *9 грудня 1900, м. Кірсанов, нині Тамбовська область, Російська імперія — 1986, м. Свердловськ, РРФСР) — радянський російський актор, режисер. Заслужений артист РРФСР (1937). Народний артист УРСР (1943).

## Біографія
Народ. 9 грудня 1900 р. у м. Кірсанов Тамбовської обл. (Росія).
Навчався на Вищих режисерських курсах (1921–1925) в Москві. 
В 1926–1931 роках працював у театрах Дніпропетровська, Харкова, Макіївки, Ворошиловграда. 
Протягом 1931–1937 років — в театрі «Червоний факел» (Новосибірськ). 
У 1937—1957-х (з перервами) — в театрах Міністерства оборони СРСР. 
Керував курсом акторської майстерності в Київському театральному інституті (1937–1941).
Викладав в Свердловському театральному училищі.
Помер у 1986 році в місті Свердловську (тепер Єкатеринбург, РРФСР).

## Акторські роботи
Грав Петлюру у фільмі О. Довженка «Щорс» (1939). 
Знявся в епізоді документального фільму (рос.)«Сказы уральских гор» (1968).
Театральні ролі:
- Сатін («На дні» М. Горького),
- Полежаєв («Неспокійна старість» Рахманова),
- Корчагін («Як гартувалася сталь» за М. Островським),
- Суворов («Полководець Суворов» Бахтерєва),
- дід Остап, Гайдар («Партизани в степах України», «Фронт» Корнійчука),
- Гамлет («Гамлет» Шекспіра).